# Minimoog Voyager
Pour les articles homonymes, voir Voyager.

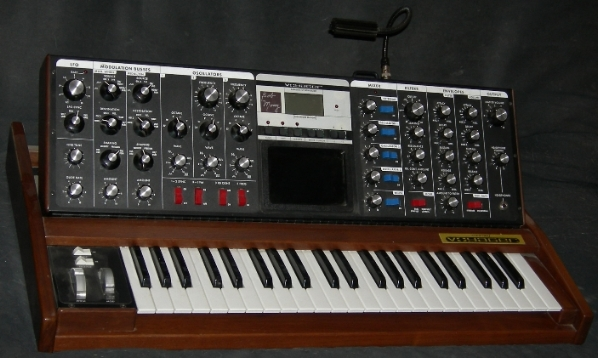
Un Minimoog Voyager

Le Minimoog Voyager est un synthétiseur analogique monophonique conçu et fabriqué par la société américaine Moog de 2002 à 2015.

## Description
Véritable synthétiseur monophonique analogique, il est une déclinaison actualisée du légendaire Minimoog produit de 1970 à 1982 par la société Moog. Il dispose ainsi d'une implémentation Midi complète qui permet même de l'utiliser comme clavier maître polyphonique, et les paramètres du son sont stockés en numérique, bien que le signal soit purement analogique.
Un écran tactile a fait son apparition, permettant de jouer instantanément avec les paramètres sonores. Les fonctions de cette surface de contrôle sont assignables, permettant d'agir sur trois paramètres simultanément suivant la position en X, en Y et la surface couverte par les doigts du musicien (effleurement du bout du doigt ou application de plusieurs doigts, par exemple).
Comme tout synthétiseur moderne, celui-ci est géré par un O.S. dont les nouvelles versions apportent leur lot de nouvelles possibilités. Le son est conforme à la tradition de qualité et de chaleur de la marque.
Le Minimoog Vogager propose 3 VCO, 2 filtres, 1 LFO. Il existe plusieurs versions, dont les différences sont essentiellement cosmétiques, suivant les finitions demandées.
Le VX-351, un rack complémentaire, permet d'étendre les possibilités du Voyager, notamment l'ajout d'effets.
Le Voyager existe aussi en version sans clavier : le Voyager Rack Mount Edition ou Voyager RME. Il est possible à partir de plusieurs modules RME reliés les uns aux autres de se confectionner un Voyager « polyphonique ».

## Caractéristiques techniques
- Clavier : 44 touches.

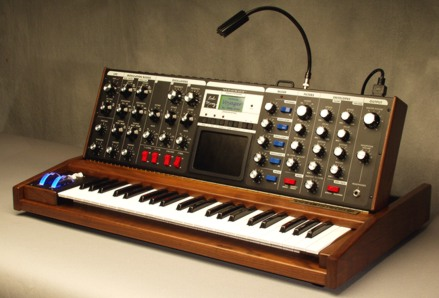
Minimoog Voyager

- Type de Synthèse : Soustractive et additive.
- Formes d'Ondes : Variable (passant dans l'ordre par triangle, dents de scie, rectangle et impulsion)
- Nombre de Générateurs : 3 [32' à 1'].
- LFO : 1 (triangle, carré et Sample & Hold).
- Enveloppes : 2 ADSR.
- Filtres : 2 passe-bas, commutables en 1 passe-haut et 1 passe-bas (1, 2, 3 ou 4 pôles),
- Affichage : Petit écran rétroéclairé.
- Portamento : Oui.
- Effets : Non.
- Sorties Audio : Mono et stéréo.
- Stockage Interne: 8 banques de 128 presets.
- Stockage Externe: Via Midi.
- Séquenceur : Non.
- Molettes de pitch bend et de modulation.
- Touch pad à 3 dimensions (x,y et pression).
- Bruit blanc et rose.
- PWM.
- Possibilité de désaccorder les VCO 2 et 3. Syncro VCO 2 sur VCO 1, modulation FM VCO 1 par VCO 3.
- Un signal externe peut être utilisé comme oscillateur.
- L'inclinaison du panneau de contrôle est réglable (à plat ou relevé et positions intermédiaires).

## Liens
- Le site de Moog Music